# Daïra de Ksar El Hirane
La daïra de Ksar El Hirane est une circonscription administrative algérienne située dans la wilaya de Laghouat. Son chef-lieu est situé sur la commune éponyme de Ksar El Hirane.

## Géographie

### Localisation
|           | Laghouat, Sidi Makhlouf |  |
| Aïn Mahdi | daïra de Ksar El Hirane |  |
|           | Hassi R'Mel             |  |

## Communes
La daïra regroupe les deux communes de Bennasser Benchohra et Ksar El Hirane.